# پتروپلاس
پتروپلاس، (به انگلیسی: Petroplus) شرکت نفتی سوئیسی است، که به‌عنوان بزرگترین پالایشگر اروپا، محسوب می‌شود. این شرکت، در سال ۱۹۹۳ در کشور هلند، تأسیس شد و اولین پالایشگاه نفت خود را، در سال ۱۹۹۷ از شرکت دوو خریداری نمود. (پالایشگاه آنتورپ)
در سال ۲۰۰۰ ابتدا پالایشگاه کرسیر را از رویال داچ شل و پالایشگاه تیساید را، از شرکت نفت فیلیپس خریداری کرد. پالایشگاه بی‌آرسی آنتورپ را در سال ۲۰۰۶ و یک سال بعد، بترتیب پالایشگاه اینگولشتات را از اکسان‌موبیل و پالایشگاه کوریتون را باه قیمت ۱٫۴ میلیارد دلار، از بی‌پی خرید.
شرکت پتروپلاس در سال ۲۰۰۸ نیز دو پالایشگاه دیگر؛ که در فرانسه مستقر می‌باشند را، به مجموعه پالایشگاهی خود اضافه کرد و هم‌اکنون با ۸ پالایشگاه، دارای بالاترین ظرفیت پالایش، در اروپا می‌باشد. پتروپلاس در سال ۲۰۱۲ توسط شرکت سوئیسی گانوور خریداری شد و هم‌اکنون به‌عنوان یک شرکت تابعه از گانوور و با مدیریت مستقل اداره می‌شود.